# Фрадкина, Сарра Яковлевна
Са́рра Я́ковлевна Фра́дкина (26 декабря 1917 — 13 июня 2000) — советский и российский литературовед, кандидат филологических наук, профессор, заведующая кафедрой русской литературы историко-филологического (1952, 1956—1957), филологического факультета (1965—1967, 1976—1981), один из основателей научной школы «Типология мирового литературного процесса» Пермского университета.
Создатель учебных пособий «Русская советская литература периода Великой Отечественной войны: Метод и герой», «Традиции русской классики в советской литературе 1940—1980-х гг.». Жена историка Л. Е. Кертмана.

## Биография
В 1940 году окончила филологический факультет Киевского государственного университета им. Т. Г. Шевченко. С 1940 по 1941 год училась в аспирантуре там же.
В 1941 году эвакуировалась в Актюбинск, преподавала в Актюбинском пединституте.
С 1942 по 1944 год работала ассистентом и преподавала в Казанском университете и пединституте. В 1944 году вернулась в Киев.
В 1945 году окончила аспирантуру в Киевском университете под руководством Д. Е. Тамарченко, работала старшим преподавателем на кафедре русской литературы филологического факультета.
В 1946 году присуждена учёная степень кандидата филологических наук за работу о влиянии А. П. Чехова на английскую литературу. В конце 1940-х годов подвергалась преследованиям в ходе антикосмополитической кампании (в защиту Фрадкиной публично выступил известный литературовед А. И. Белецкий).
С 1950 до 1998 года работала на историко-филологическом, с 1960 — на филологическом факультете Пермского университета на кафедре русской литературы (с 1 сентября 1950 — старший преподаватель, с 8 декабря 1952 года — доцент, с 25 ноября 1987 — профессор).
В 1952 году, а также с 29 августа 1956 по 1 сентября 1957 — и. о. заведующей кафедрой русской литературы историко-филологического факультета Молотовского (Пермского) университета. С 25 октября 1965 по 1 сентября 1967 и с 7 сентября 1976 по 24 февраля 1981 — заведующая кафедрой русской литературы филологического факультета ПГУ.
Из книги «Первый на Урале»:

Заведование кафедры переходило из рук в руки, дольше других эти обязанности исполняли приглашённые преподаватели, которые, как правило, надолго не задерживались и только доцент С. Я. Фрадкина, прибывшая из Киевского университета, осталась постоянным сотрудником кафедры, неоднократно принимала на себя и в 1950-е, и в последующие годы функции заведующей.

В 1960 году стала одним из основателей новой научной школы «Типология мирового литературного процесса» в Пермском государственном университете.
Из книги «Первый на Урале»:

Кафедра вышла на Всесоюзный уровень в 1960-е — 1970-е годы благодаря работам Р. В. Коминой по проблеме стилевых направлений в советской литературе, С. Я. Фрадкиной — по истории литературы периода Великой Отечественной войны, монографиями о В. Пановой, К. Симонове.

В 1970-е годы подавала документы на вступление в Союз писателей СССР. В 1983 году окончила факультет преподавателей вузов страны в Московском государственном университете по специальности «История русской литературы XX века и история советской литературы».
В 1997 году присвоено звание профессора. 31 августа 1998 года уволена в связи с уходом на пенсию.
Муж — историк Л. Е. Кертман (1917—1987). Дочь Лина (род. 1944) — филолог, преподаватель литературы, сын Григорий (род. 1955) — социолог, кандидат исторических наук, внук Лев — юрист, игрок «Что? Где? Когда?».

## Научная деятельность
Научные интересы связаны с изучением традиций русской классики в литературе XX в., литературного процесса 1940-1980-х гг. Среди работ — монографии «Творчество К. Симонова», «В мире героев В. Пановой», глава о послевоенной литературе в III томе «Истории русской советской литературы» (ИМЛИ РАН); учебные пособия «Русская советская литература периода Великой Отечественной войны: Метод и герой», «Традиции русской классики в советской литературе 1940—1980-х гг.».
В Пермском университете читала курсы истории советской литературы на филологическом и историческом факультетах, лекции по истории русской литературы для учителей города и области. Разработала несколько спецкурсов: «Традиции русской классики в советской литературе 1940-1980-х гг.»; «Творчество Маяковского»; «К. Симонов и война».

## Награды
- Медаль «В ознаменование 100-летия со дня рождения Владимира Ильича Ленина».
- Медаль "Ветеран труда".
- Почётный знак «За отличные успехи в области высшего образования СССР».

## Избранные работы
- Фрадкина С. Я. Образ Кирилла Извекова в романах К. Федина «Первые радости» и «Необыкновенное лето» (особенности типизации героя). // Ученые записки ПГУ. Пермь, 1960, вып. 4. Л. л. С. 2-7.
- Фрадкина С. Я. В мире героев Веры Пановой: творческий портрет писательницы. Пермь: Кн. изд-во, 1961. 251 с.
- Фрадкина С. Я. Рядом с героями «Кружилихи» // Вечерняя Пермь.1985. 1-11 марта.
- Фрадкина С. Я. «Чувствую к Перми самое сердечное отношение…»// Урал.1985. № 3.
- Фрадкина С. Я. Творчество Константина Симонова // Изд. Наука, 1968.
- Фрадкина С. Я. Русская советская литература периода Великой Отечественной войны: метод и герой. Пермь, 1975.
- Фрадкина С. Я. Проблемы типологии литературного процесса // Межвузовский сборник научных трудов. Пермь: Пермский государственный университет, 1981.
- Фрадкина С. Я. Эволюция типа героя и конфликта в поэмах А. Т. Твардовского // Проблемы типологии литературного процесса. Сборник научных трудов. Пермь, 1981. Л. л. 46 об. — 51 об.
- Фрадкина С. Я. Эстетический идеал А. Фадеева и воссоздание им социалистического образа жизни в произведениях о Великой Отечественной войне // Проблемы типологии литературного процесса. Межвуз. сб. науч. трудов. Пермь, 1983.
- Фрадкина С. Я. Традиции классики и их роль в развитии советской литературы 1940—1980-х годов (по материалам прозы о Великой Отечественной войне)". Учебное пособие по спецкурсу. Пермь, 1984.
- Фрадкина С. Я. Традиции классики в прозе о Великой Отечественной войне // Филологические науки, 1985, № 2. Л. л. С. 5-8.
- Фрадкина С. Я. Чехов и его влияние на современную английскую литературу. Диссертация на соискание учёной степени кандидата филологических наук. Киев, 1946.
- Фрадкина С. Я. Жанровое и стилевое многообразие советской лирики периода Великой Отечественной войны. Ст. в сборнике Свердловск, 1963. С. 30-33.